# Výroba optických přístrojů Josef a Jan Frič
Výroba optických přístrojů Josef a Jan Frič je bývalá továrna na přístroje v Praze 2-Vinohradech na rohu ulic Americká (původně Krameriova) a Jana Masaryka (původně Čelakovského).

## Historie

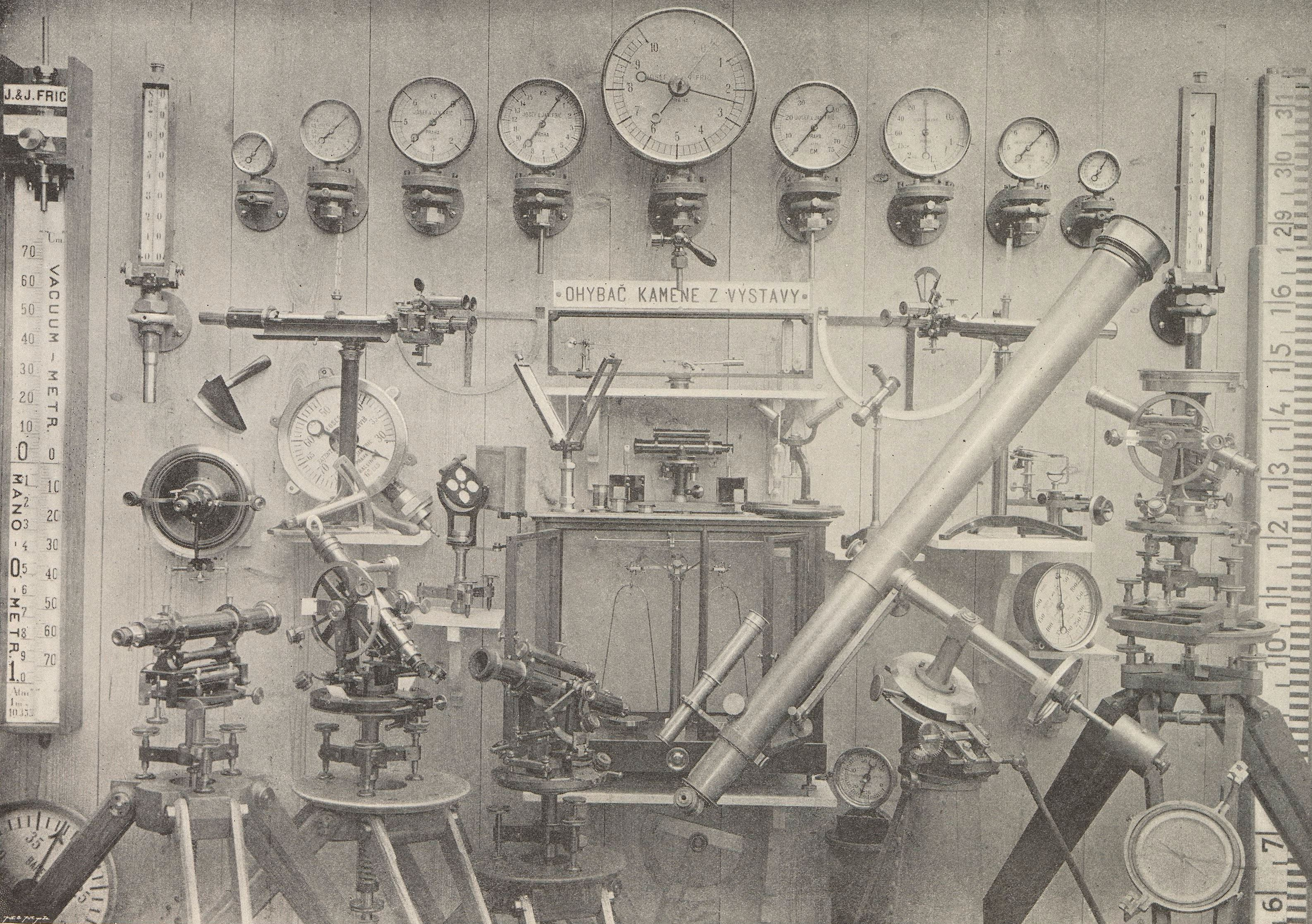
Skupina některých výrobků firmy

### Dílna v usedlosti Horní Perucka
Bratři Josef Jan Frič (Josef Alexandr Frič, 1861-1945) a Jan Ludvík Frič (1863- 1897), synové Josefa Václava Friče (1829-1890), založili roku 1883 na Královských Vinohradech v pronajaté usedlosti Horní Perucka (Čelakovského čp. 73-14) nad Nuselskými schody malou firmu „Josef a Jan Frič – dílna pro přesnou mechaniku“, ve které vyráběli astronomické a měřicí přístroje. První soustruh dovezli z Berlína a nedlouho poté rozšířili výrobu o geodetická, vojenská a důlní měřidla. Zaměřili se i na výrobu cukrovarnických měřicích strojů, jejich polarimetr na stanovení přesné koncentrace cukru v roztoku byl přijat v USA za úřední normu.
Jako překvapení pro bratra zřídil Jan na půdě domu observatoř s malým astrografem vlastní výroby. Zde pořízené snímky komet byly publikovány v Rozpravách České Akademie a první české fotografie měsíce oceněné na mezinárodní fotografické výstavě v Oportu byly přijaty pro astrofyzikální hvězdárnu v Meudonu ve formě diapozitivního tabla.
Po přemístění výroby do nové továrny v ulici Americká byla usedlost zbořena.

### Továrna v Americké ulici
Po pěti letech firma přesídlila se svými třemi dělníky a třemi učedníky do pronajaté prázdné vily v Čelakovského čp. 195, která sousedila s Vlčkovou vilou Osvěta. Po roce 1891, kdy sklidili úspěch na Jubilejní výstavě, zakoupili a přestavěli sousední prázdný dům v Krameriově ulici čp. 233 (Americká čp. 3) a změnili postupně výrobu z dílenské na tovární. K výrobě přístrojů v oboru jemné mechaniky, geodetických a polarizačních, přidali výrobu kontrolních přístrojů pro technickou praxi – teploměry, tlakoměry, bareoskopy a další. Roku 1896 přijali velkou zakázku od firmy Škoda na mířidla pro pevnostní děla. Jejich závod měl plynový motor a 32 obráběcích strojů a v roce 1895 zaměstnával 40 dělníků. Výrobky vyváželi i do zahraničí, nejvíce do Bulharska, Francie a Ruska.

### Ondřejovská hvězdárna
Roku 1897 zemřel Jan Frič po akutním zánětu slepého střeva. Josef Frič se rozhodl splnit jejich sen a postavit observatoř. Zvolil místo nedaleko Prahy v Ondřejově, odkud pocházel jejich rod z matčiny strany. Frič hvězdárnu využíval sám nebo se svými přáteli, roku 1928 při výročí vzniku Československa ji daroval Karlově univerzitě.

### Po roce 1900
Josef Frič po smrti bratra přijal jeho jméno Jan a dál se věnoval jemné mechanice. Rozšířil výrobu o lékařské přístroje, průmyslové teploměry a letecké palubní přístroje. Vyvinul novinku – analyzátor kouřových plynů pro kontrolu provozu kotelen, elektráren a tepláren. V letech 1914 a 1922 dal rozšířit a přestavět dílenské a tovární budovy podle návrhu Jaroslava Pelce. Roku 1924 zřídil pobočku v Bratislavě a roku 1930 stavební firma Brázdil a Ješ ve vinohradské továrně přistavěla druhé patro dvorního křídla ve stylu funkcionalismu.

### Po roce 1948
Po znárodnění přešla výroba geodetický přístrojů do Meopty Košíře, ostatní výroba byla včleněna do podniku Metra Blansko. Roku 1963 zbytek firmy přešel pod podnik Laboratorní přístroje. Dostavbami prošel areál roku 1948 (pro podnik Metra) a roku 1973. Po roce 1989 byly objekty vráceny rodině.